# Jungfrau von Candelaria

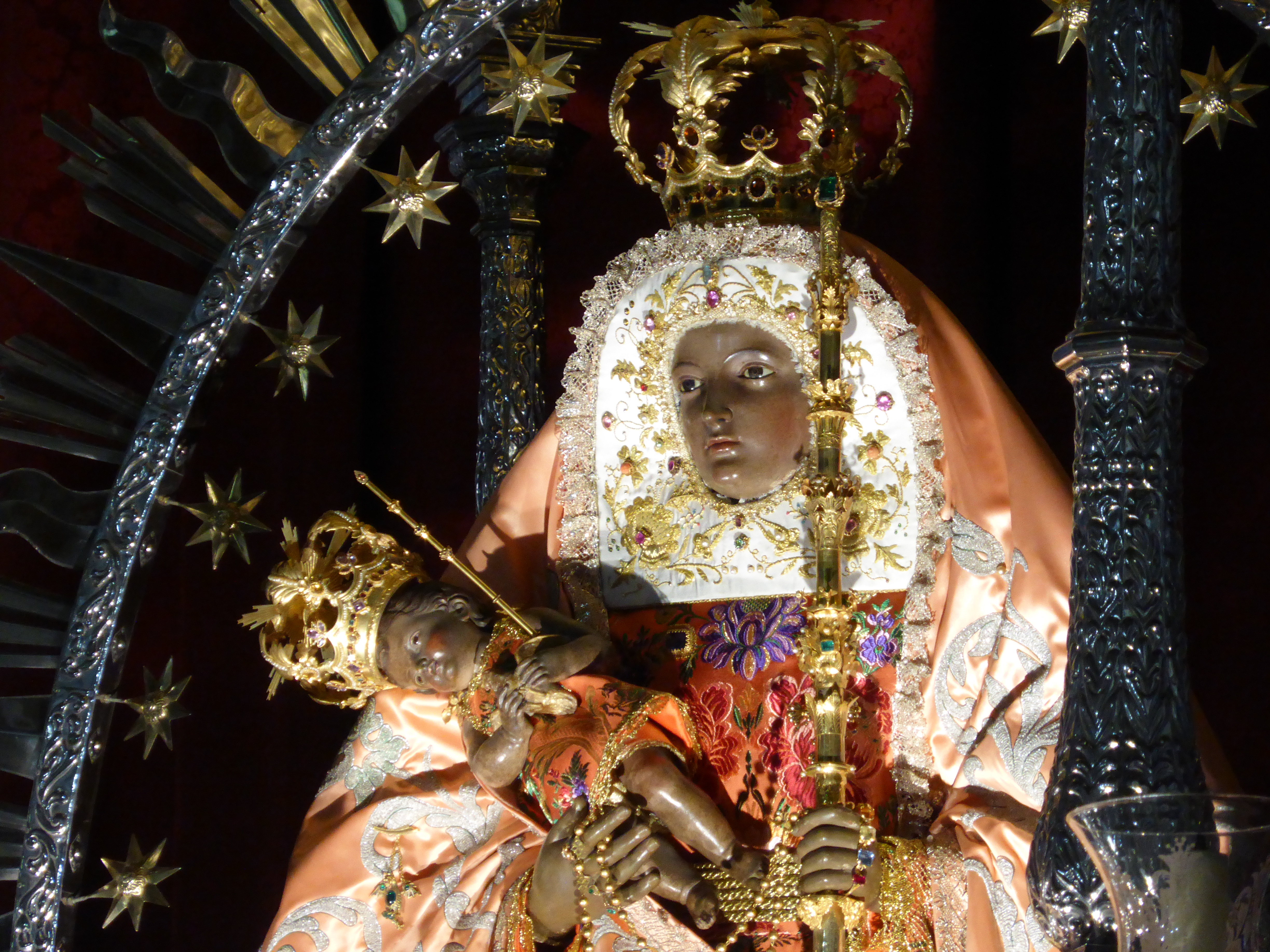
Statue in der Basilika von Candelaria (Teneriffa)

Die Jungfrau von Candelaria (spanisch Virgen de Candelaria; Nuestra Señora de Candelaria), ein Gnadenbild in der Basilika von Candelaria auf Teneriffa, ist die Darstellung Marias als Schutzpatronin der Kanarischen Inseln. Von dort weitete sich mit der Auswanderung von den Kanaren ihre Verehrung nach Lateinamerika aus. Candelaria ist nicht nur die Bezeichnung des kanarischen Ortes, sondern bezieht sich auch auf das Fest Mariä Lichtmess / Darstellung des Herrn (spanisch Fiesta de la Candelaria).

## Geschichte der Figur

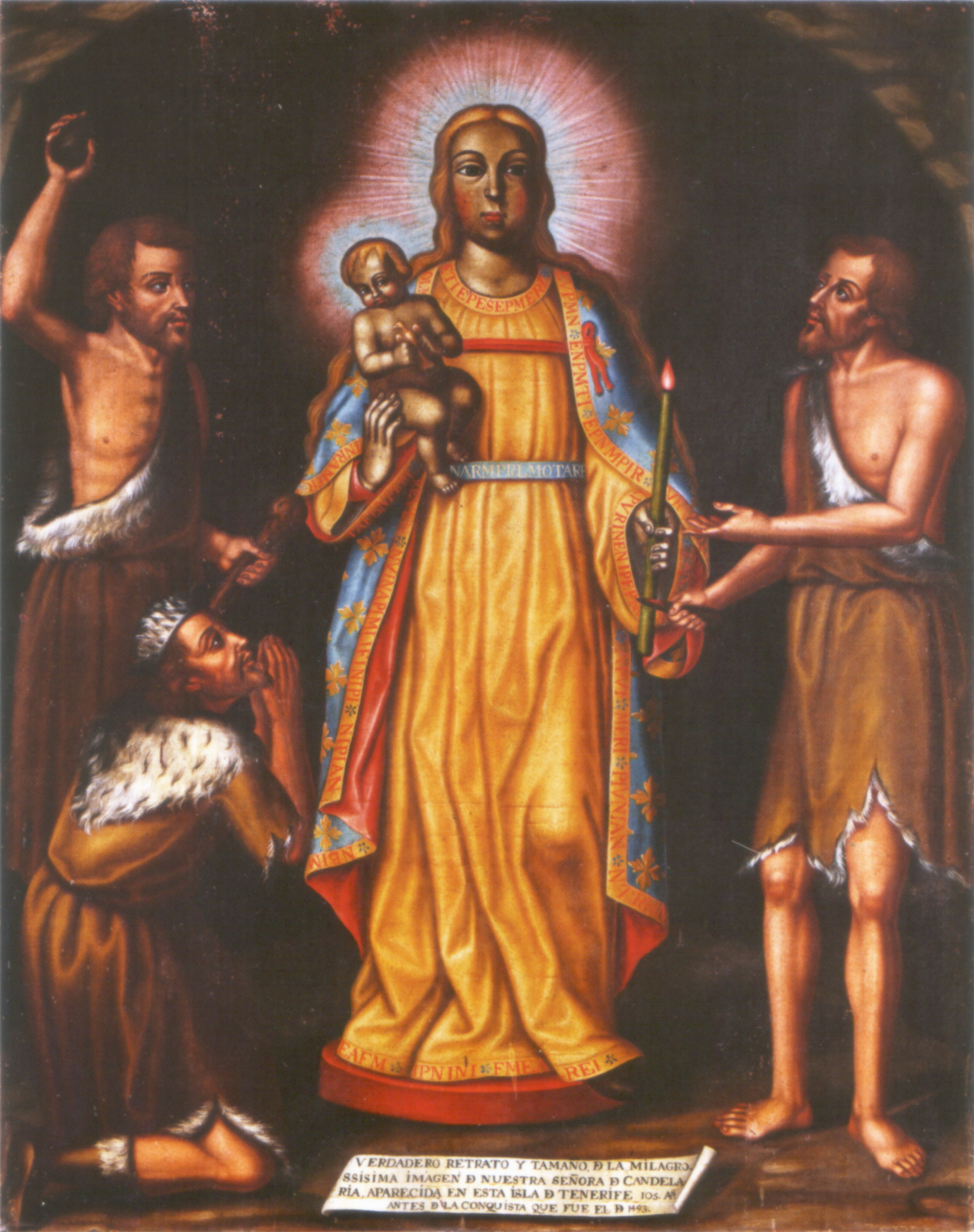
Jungfrau von Candelaria mit Guanchen, Gemälde eines unbekannten Künstlers des 18. Jahrhunderts in der Kapelle de las Angustias in Icod de los Vinos

Über die Art und Weise, wie die Statue an den Strand von Güímar gelangte, gibt es verschiedene Theorien. Ein vorbeifahrendes Schiff könnte sie verloren haben, dagegen spricht die offenbar gut erhaltene Vergoldung und Farbe. Als wahrscheinlichste Lösung wird angenommen, dass Missionare die Marienfigur nach Teneriffa brachten.
Der größte Teil der Berichte deutet auf die Zeit zwischen 1390 und 1405 für das erste Auftreten hin.
Die Legende besagt, dass zwei Guanchen die Statue am Strand von Chimisay (heute Socorro) bei Güímar entdeckten. Der eine versuchte, einen Stein nach dem Marienbildnis zu werfen und sein Arm erstarrte, der andere wollte mit einem Steinkeil feststellen, ob es lebe und verletzte sich dabei selbst.
Sie informierten ihren Mencey (Stammesführer), der die Skulptur in seine Residenz, die Höhle Chinguaro mitnahm. Im Jahr 1446, 50 Jahre vor dem Abschluss der Eroberung der Insel Teneriffa, überzeugte Antón den Mencey, ein getaufter Guanche, in der Höhle Achbinico einen Ort der Verehrung für das Marienbildnis zu schaffen. Antón kümmerte sich als Eremit um die Betreuung der Stätte. Nach der Eroberung der Insel durch die Kastilier wurde in der Höhle ein Altar errichtet. Am 2. Februar 1497 nahmen hier der Adelantado Alonso Fernández de Lugo und eine Anzahl seiner Leute an der Messe zum Fest der Darstellung des Herrn teil, bei der eine große Zahl von Guanchen getauft wurde. Am Fest der Darstellung des Herrn 1526 wurde das Marienbildnis in eine neue ihr geweihte Kapelle in der Nähe ihres bisherigen Standortes überführt. Die Höhle wurde in Cueva de San Blas („Höhle des heiligen Blasius“) umbenannt.
Im Jahr 1530 wurden das Bildnis der Jungfrau von Candelaria und die Kapelle in die Obhut des Dominikanerordens übergeben. Es wurde mit der Genehmigung der Königin Johanna ein Kloster errichtet, in dem auch einige der damals schon recht zahlreichen Pilger beherbergt werden konnten.
Nachdem König Philipp II. sich 1596 zum Schirmherrn des Bildnisses erklärte, übernahmen die nachfolgenden spanischen Könige diese Aufgabe traditionell. Deshalb wird das Kirchengebäude vollständig als Real Santuario Mariano de Nuestra Señora de la Candelaria („königliches marianisches Heiligtum Unserer Lieben Frau von Candelaria“) bezeichnet. Direkt nach seiner Amtsübernahme im Jahr 1598 wurde Philipp III. auch Schutzherr des Klosters, das daher Real Convento de Nuestra Señora de la Candelaria genannt wird.
Am 26. März 1599 erklärte Papst Clemens VIII die Jungfrau von Candelaria zur Schutzpatronin des Bistums Kanarische Inseln, das zu jener Zeit noch die ganze Inselgruppe umfasste. Nach der Aufteilung der Kanarischen Inseln in zwei Bistümer im Jahre 1819 bestätigte Papst Pius IX. am 12. Dezember 1867 die Jungfrau von Candelaria als erste Schutzheilige beider Diözesen.
Wegen des begrenzten Platzes für die Pilger und des schlechten Bauzustandes der Kapelle ließ der Bischof der Kanarischen Inseln im Jahre 1669 eine neue dreischiffige Basilika an der Stelle der alten Kapelle bauen. Während der Bauzeit wurde die Jungfrau von Candelaria wieder in der Höhle des heiligen Blasius verehrt. Die neue Klosterkirche konnte 1672 geweiht werden. Das Gnadenbild wurde am Fest der Darstellung des Herrn dorthin übertragen.
Am Fest der Darstellung des Herrn des Jahres 1705 ereignete sich ein Erdbeben und der Ausbruch des Vulkans de Las Arenas in Arafo. Das Marienbildnis wurde daraufhin aus Sicherheitsgründen nach San Cristóbal de La Laguna gebracht und kehrte erst fünf Monate später nach Candelaria zurück.

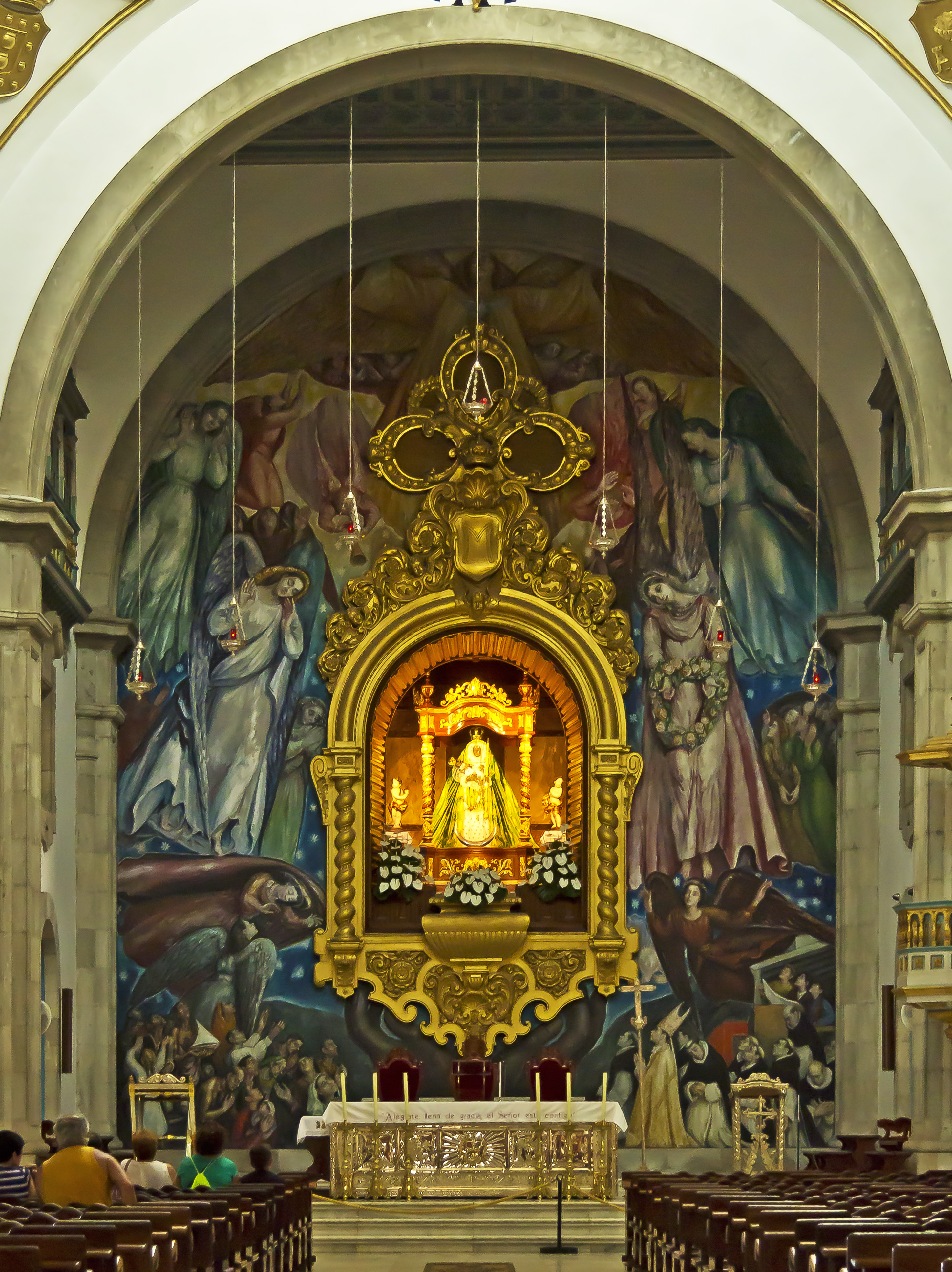
Altarraum der Basilika im Juli 2013

Am 15. Februar 1789 zerstörte ein Feuer das Kloster und die Basilika. Das Gnadenbild konnte gerettet werden und wurde erneut in der Höhle des heiligen Blasius verehrt.
Mit dem Bau einer Klosterkirche wurde 1797 begonnen. Nachdem diese 1803 fertiggestellt und die Figur der Jungfrau von Candelaria dorthin gebracht worden war, begann der Bau einer zusätzlichen Wallfahrtskirche. Die Arbeiten an dieser Kirche mussten im Jahr 1818 wegen Geldmangels eingestellt werden.
Am 7. November 1826 tobte über Teneriffa ein starkes Unwetter. Ein großer Wasserschwall strömte durch den Barranco de Candelaria und riss mehrere Häuser mit sich. Das Wasser drang durch die Öffnung zwischen der noch nicht fertiggestellten Basilika und der Klosterkirche und spülte einen großen Teil der Ausstattung der Kirche, darunter auch das Gnadenbild, ins Meer. Das Gebäude selbst wurde nur wenig beschädigt. Im Jahr 1827 beauftragten die Dominikaner den in La Orotava ansässigen Bildhauer Fernando Estévez, einen Ersatz für die verlorene Skulptur zu schaffen. Seine Darstellung der Jungfrau von Candelaria wurde 1830 gesegnet.
Die Jungfrau von Candelaria und das Jesuskind wurden bereits auf älteren Bildern mit einer Krone dargestellt. Am 13. Oktober 1889 krönte der Bischof von San Cristóbal de La Laguna, Ramón Torrijos y Gómez, das Bildnis, nachdem Papst Leo XIII. ein entsprechendes Privileg gewährt hatte.
Trotz wechselnder politischer Verhältnisse, zeitweiser Aufhebung des Klosters und verschiedener Ansätze zu Neubauten einer Basilika, blieb die Marienfigur, abgesehen von Prozessionen über die Insel Teneriffa, bis zur Fertigstellung der 1949 begonnenen Basilika in der Klosterkirche. Am Fest der Darstellung des Herrn 1959 wurde die Jungfrau von Candelaria in die am Tag zuvor geweihte Basilika von Candelaria gebracht. Die grundlegende Restaurierung der Marienfigur im Jahr 1972 betraf ausschließlich Teile, die von der Bekleidung verdeckt werden.

## Beschreibung der Marienfigur
Bei der Betrachtung der Marienfigur sind die unterschiedlichen Zustände in den verschiedenen Epochen zu berücksichtigen. An der Jungfrau von Candelaria lassen sich drei verschiedene Typen von mit Textilien bekleideten Heiligenfiguren erkennen.

### Circa 1400–1826
Die Jungfrau von Candelaria war eine vollkommen aus Holz geschnitzte zusammenhängende Figurengruppe aus heiliger Jungfrau und Kind.
Berichte aus dem 16. Jahrhundert geben Aufschluss über das Aussehen des Originals. Verschiedene noch vorhandene Marienfiguren in anderen Kirchen gelten als originalgetreue Kopien. Das Gnadenbild war etwa fünf handbreit hoch, den Sockel eingeschlossen, aus bemaltem massivem Holz von geringem Gewicht. Die Farbe war dunkelbraun mit roten Wangen. Die Haare waren nicht bedeckt, sondern fielen in sechs vergoldeten Locken auf die Schultern. Das unbekleidete Kind, das auf dem rechten Arm saß, hielt mit beiden Händen einen vergoldeten Vogel. In der linken Hand hatte die Figur der heiligen Jungfrau einen grünen Stab mit einer Öffnung, in die man eine Kerze stecken konnte. An den Säumen des Umhangs, des Gewandes und auf dem Gürtel befanden sich eine rote lateinische Inschrift auf goldenem Grund. Der Sinn der Inschrift konnte bisher nicht gedeutet werden.
Als im Jahr 1530 in der 1526 errichteten Kirche ein neuer Altar errichtet wurde, war die Nische für die Skulptur etwas zu klein geraten. Um keine Änderungen am Altar vornehmen zu müssen, wurde die Figur am unteren Ende etwas gekürzt. Stilgeschichtliche Studien und Dokumente deuten darauf hin, dass die Originalstatue im 16. Jahrhundert gegen eine Neuanfertigung ausgetauscht wurde.
Bereits auf Bildern des 17. Jahrhunderts ist zu erkennen, dass die Holzskulptur mit Gewändern bekleidet wurde und sowohl das Kind als auch die Jungfrau mit einer Metallkrone gekrönt waren. Darüber hinaus wurde das Bildnis mit weiteren Schmuckstücken ausgestattet. Besonderes Merkmal der Jungfrau von Candelaria ist eine mehrsträngige, gewundene Perlenkette, die wie eine Schärpe von der linken Schulter zur rechten Hüfte verläuft.

### 1827–1972

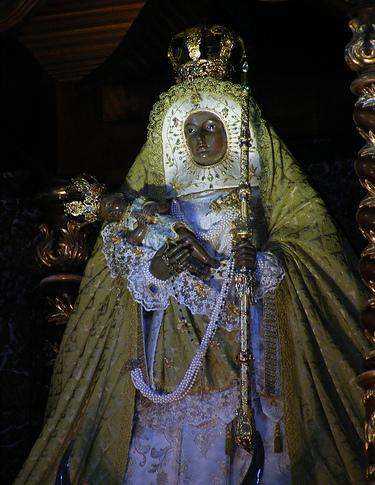
Das Gnadenbildnis in der Basilika Unserer Lieben Frau von Candelaria, bekleidet mit einem grünen Mantel

Die Jungfrau von Candelaria nach 1827 war eine bekleidete Skulptur, bei der nur die sichtbaren Teile Gesicht, Hände und das Kind ausgearbeitet waren; das Kind war als getrennte Skulptur angelegt.
Nachdem am 7. November 1826 die Skulptur ins Meer geschwemmt worden war, überlegte man, eine der Kopien in der Klosterkirche aufzustellen. Das Fest der Darstellung des Herrn 1827 wurde mit einem Bild der Patronin an Stelle der Skulptur gefeiert. Schließlich beauftragten die Dominikanerbrüder den Bildhauer Fernando Estévez mit der Schaffung eines Ersatzes. Er begann im August 1827 und schuf ein neues Bildnis. Seine Jungfrau von Candelaria unterscheidet sich von der Vorgängerversion nicht nur durch die Größe. Estévez schuf eine „Escultura de vestir“, eine zu bekleidende Skulptur. Anstelle des massiven, gefassten Körpers verwendete Estévez ein einfaches Lattengestell, das durch die aufwendige textile Bekleidung verdeckt wurde. Das Gesicht, aber besonders das Kind, zeigen realistische, barocke und nicht die gotisch strengen Formen der früheren Figur. Die Hände wurden zu Anfang des 20. Jahrhunderts von Nicolás Perdigón Oramas erneuert.

### Ab 1972
Im Jahr 1972 restaurierte der Bildhauer Ezequiel de León Domínguez das Bildnis. Er ersetzte das Gestell unterhalb der Schultern durch einen Körper aus Zedernholz, an dem er Arme aus dem gleichen Material befestigte. An diese Arme setzte er von Nicolás Perdigón Oramas geschaffenen Hände an. Er veränderte auch die Kopfform. Für den Betrachter sind die Veränderungen nicht sichtbar. Unter dem gewaltigen Aufwand an Textilien hat die Virgen de Candelaria jetzt wieder einen ausgeformten und polychrom gefassten Körper.
Die Auswahl der Bekleidung richtet sich nach der liturgischen Farben des jeweiligen Tages oder der Zeit im Kirchenjahr. Es stehen etwa 20 verschiedene Ausstattungen zur Verfügung.

## Verehrung auf den Kanarischen Inseln, in Spanien und in Portugal

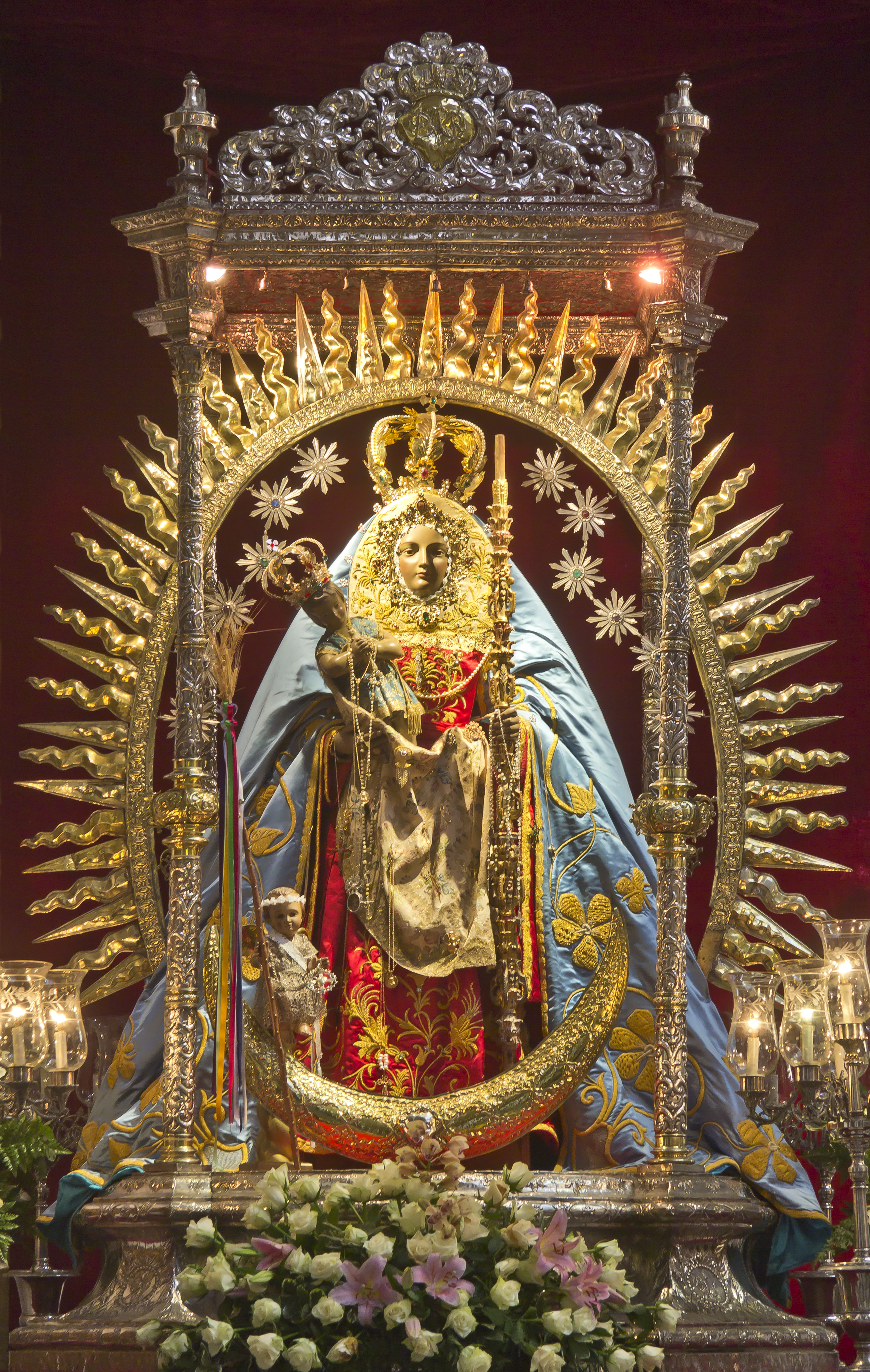
Die Jungfrau von Candelaria in der Kathedrale in La Laguna

Die Jungfrau von Candelaria ist die Schutzheilige der Kanarischen Inseln und, vor allem in Portugal, auch der Seefahrer. Dem Wirken der Jungfrau von Candelaria wird eine Vielzahl von Wundern zugeschrieben. In vielen Kirchen, insbesondere auf den Kanarischen Inseln, stehen Statuen der Jungfrau von Candelaria. Besondere ikonographische Attribute sind das Kind auf dem rechten Arm mit einem Vogel in den Händen.

## Verehrung in Lateinamerika
Von den Kanarischen Inseln verbreitete sich die Verehrung der Jungfrau von Candelaria nach Lateinamerika. Kirchen, die ihr geweiht sind oder die durch ihr Bildnis zu Wallfahrtsorten wurden, gibt es in:
- Argentinien: in Humahuaca
- Chile: in Copiapó und in anderen Städten vor allem im Norden
- Kolumbien: in Medellín (Basílica Menor de Nuestra Señora de la Candelaria), in Magangué (Catedral de la Candelaria) und in Cartagena de Indias (Klosterkirche der Augustiner auf dem Cerro de la Popa)
- Kuba: in Camagüey (Catedral de Nuestra Señora de la Candelaria)
- Mexiko: in Tlacotalpan, in Tecomán, in Irapuato und in Ocosingo
- Peru: in Puno (Virgen de Candelaria)
- Venezuela: in Valle de la Pascua (Catedral de Nuestra Señora de la Candelaria) und in Punto Fijo (Nuestra Señora de la Candelaria in Punta Cardón)

Der bedeutendste unter den lateinamerikanischen Wallfahrtsorten zur Jungfrau von Candelaria ist die zur Basílica de la Virgen de la Candelaria de Copacabana in Bolivien.